# Calisto dos Santos

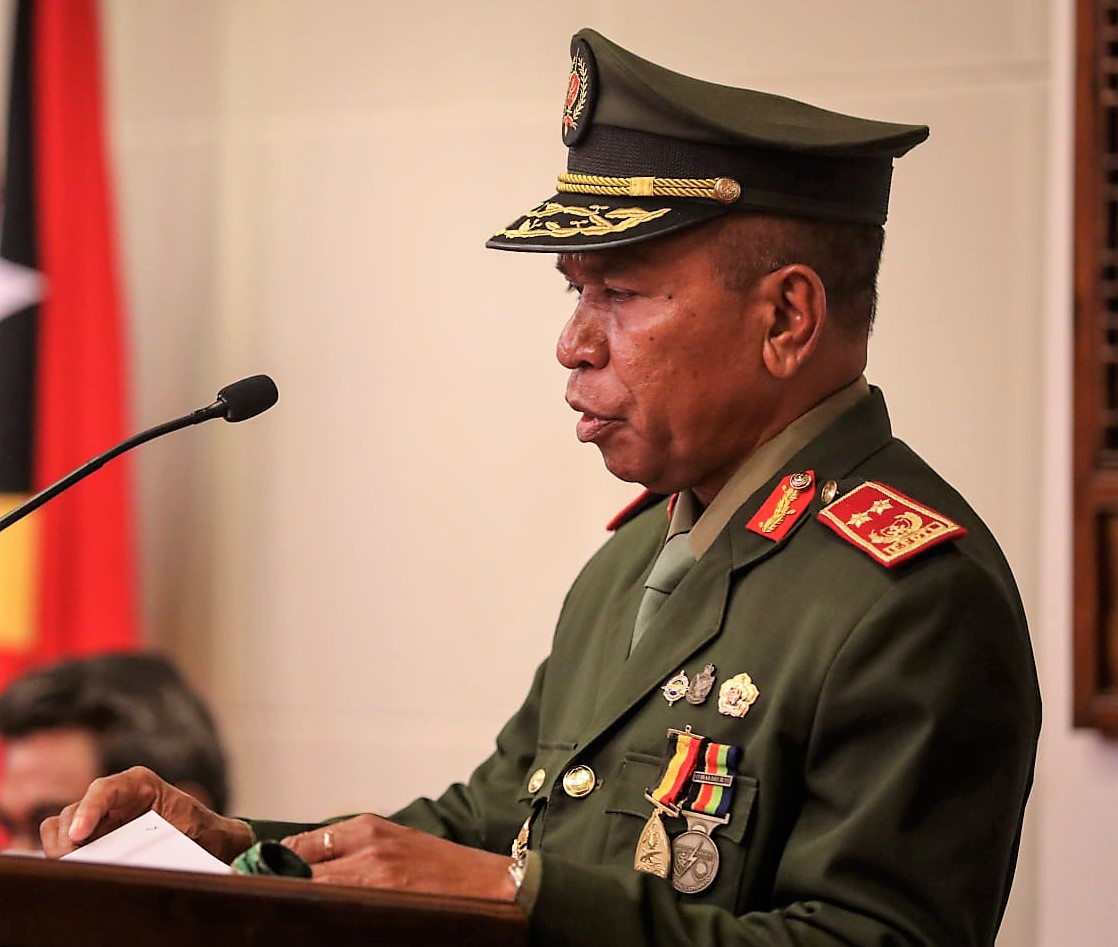
Generalmajor Calisto dos Santos

Calisto dos Santos Coli (* 10. August 1959 in Darulete, Liquiçá, Portugiesisch-Timor), Kampfname Coliati, ist ein osttimoresischer Offizier der Verteidigungskräfte Osttimors (F-FDTL). Coliati hat den Rang eines Generalmajors.

## Werdegang
Coliati ist der Sohn von Lucia da Jesus Martins und hat drei Brüder und zwei Schwestern.
Von 1967 bis 1971 besuchte er das Colégio Infante de Sagres in Maliana, dem folgte die Eskola Industrial e Comercial Professor Silva Cunha in Dili, ein Kurs in Zivilingenieurwesen. und die Esola Economi Menengah Atas in Vila de Liquiçá. Nach dem Krieg besuchte Coliati die Fakultät für internationale Beziehungen der Universidade da Paz (UNPAZ) in Dili. 2003 besuchte Coliati einen Führungskräftekurs in Canungra (Queensland, Australien) und von Juli 2004 bis Dezember 2005 absolvierte er ein Post-Doc-Studium am Australian Command and Staff College der University of Wollongong im Fach Verteidigungsmanagement und 2008 Studien zu Sicherheitsstrategien in Hawaii. 2009 folgte ein Kurs für UN-Militärbeobachter in Malaysia und 2012 einen Kurs in Strategie und Führung in Indonesien.
Nach dem Putschversuch der UDT in Portugiesisch-Timor am 11. August 1975 brach ein Bürgerkrieg zwischen UDT und FRETILIN aus. Coliati schloss sich im September der Forças Armadas de Libertação Nacional de Timor-Leste (FALINTIL) in Darulete an, dem militärischen Arm der FRETILIN, und beteiligte sich an der Operation gegen die Fazenda Algarve, der Familienplantage der Brüder Carrascalão, die zur UDT-Führung gehörten. Dann zog seine Einheit nach Dili. 1976 begann Indonesien mit der Besetzung Osttimors, gegen die die FALINTIL kämpfte. Von 1977 bis zum 16. April 1979 kämpfte Coliati als Guerilliero in der Kompanie Brigada de Choque im Widerstandssektor Fronteira Norte. 1984 gehörte Coliati zum Widerstand in Vila de Liquiçá. Als stellvertretender Sekretär trug er hier den Decknamen OCR Dailor. 1990 wurde er von den indonesischen Streitkräften gefangen genommen und erst in ein Gefängnis in Caicoli (Dili) gebracht, dann in Untersuchungshaft zur Kodim (Militärdistriktkommandatur) 1638 in Liquiçá. Später kam Coliati wieder frei. Am 13. September 1994 wurde er von Nino Konis Santana zum regionalen Sekretär (ODIR) in Liquiçá ernannt und 1998, auf einem Treffen des Widerstands in Viqueque zum stellvertretenden Sekretär der Region 4, mit Verantwortung für politische und militärische Angelegenheiten an der südlichen Grenze zu Indonesien.

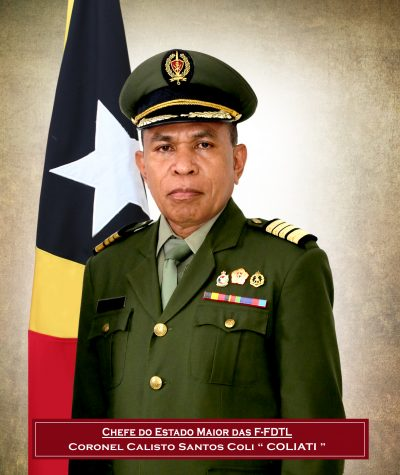
Oberst Calisto Santos Coli

1999 zogen die Indonesier aus Osttimor ab und das Land kam unter Verwaltung der Vereinten Nationen. Coliati wurde offizieller Verbindungsmann der FALINTIL für die Internationalen Streitkräfte Osttimor (INTERFET) im Westsektor, dann Assistent des Sekretärs der FALINTIL im Lager Aileu, einem von vier Lagern, wo FALINTIL-Kämpfer in Vorbereitung zum Friedensschluss versammelt wurden. Später wurde Coliati Assistent des Direktors für die erste Rekrutierung für die F-FDTL in Aileu.
2002 wurde Coliati Operationschef im ersten Bataillon der F-FDTL in Lospalos. Von 2003 bis 2004 war er zweiter Kommandant des Ausbildungszentrums in Metinaro und ab 2006 Operationschef im Generalhauptquartier, im Range eines Majors. Während des Ausnahmezustandes im Februar 2008 nach dem Attentat in Dili wurde Coliati zur Bekämpfung der Rebellen zum Kommandanten der Operation Halibur (Joint Operation Commander) ernannt. Bis 2014 war er als Oberstleutnant Kommandant der Landstreitkräfte (Componente Terrestre), die in Baucau stationiert waren. Von Juni 2014 bis Juli 2018 war Coliati, nun im Range eines Obersts, Militärattaché in der Botschaft Osttimors in Canberra (Australien). Bereits 2016 sollte er stellvertretender Kommandant der F-FDTL werden. Umgesetzt wurde dieser Vorschlag jedoch nicht. Stattdessen wurde Coliati am 27. Oktober 2018 zum neuen Stabschef ernannt und folgte damit Falur Rate Laek, der stellvertretender Oberbefehlshaber der F-FDTL wurde. Nach dessen Beförderung zum Oberbefehlshaber 2022 wurde Santos zu seinen Stellvertreter und Generalmajor.
Coliati ist unter anderem Träger der Medalha Halibur.